# وزغ غول‌پیکر آفریقایی
وزغ غول‌پیکر آفریقایی، وزغ کنگویی، یا وزغ کامرونی (نام علمی: Amietophrynus superciliaris)، یک گونه از وزغ‌های خانواده وزغ‌های راستین است که در کامرون، جمهوری آفریقای مرکزی، جمهوری کنگو، جمهوری دموکراتیک کنگو، ساحل عاج، گینه استوایی، گابن، غنا، نیجریه، احتمالاً لیبریا، و احتمالاً سیرالئون یافت می‌شود. زیستگاه‌های طبیعی وزغ جنگل‌های دشت نمناک نیمه‌گرمسیری یا گرمسیری، باتلاق‌های آب شیرین، باتلاق‌های متناوب آب شیرین، مزارع، و جنگل‌های پیشین به شدت تخریب شده‌است. در حالی که این گونه " کمترین نگرانی " است، نابودی زیستگاه آن را تهدید می‌کند.